# Robert Tschakert
Robert Tschakert, křtěný Robert Richard Anton, uváděn též Robert Czakert, (11. srpna 1882 Děčín – 7. dubna 1948) byl československý politik německé národnosti a meziválečný senátor Národního shromáždění ČSR za Sudetoněmeckou stranu (SdP).

## Biografie
Profesí byl dle údajů k roku 1935 stavitelem v Podmoklech. V roce 1922 například postavil věžovitý vodojem u továrny na tukové výrobky v Křešicích u Děčína.
V parlamentních volbách v roce 1935 získal za Sudetoněmeckou stranu senátorské křeslo v Národním shromáždění. V senátu setrval do října 1938, kdy jeho mandát zanikl v důsledku změn hranic Československa.